# Кимличанский сельский совет (Липоводолинский район)
Кимличанский сельский совет (укр. Кимличанська сільська рада) — входит в состав
Липоводолинского района
Сумской области
Украины.
Административный центр сельского совета находится в 
с. Кимличка
.

## Населённые пункты совета
- с. Кимличка